# Belvèze-du-Razès
 Belvèze-du-Razès  es una población y comuna francesa, en la región de Languedoc-Rosellón, departamento de Aude, en el distrito de Limoux y cantón de Alaigne.

## Demografía
| 556 | 610 | 666 | 738 | 836 | 765 |
| Para los censos de 1962 a 1999 la población legal corresponde a la población sin duplicidades (Fuente: INSEE [Consultar]) |     |     |     |     |     |